# Macrostomus rotundipennis
Macrostomus rotundipennis är en tvåvingeart som beskrevs av Mario Bezzi 1905. Macrostomus rotundipennis ingår i släktet Macrostomus och familjen dansflugor. Inga underarter finns listade i Catalogue of Life.